# Elecciones estatales extraordinarias de Morelos de 2001
Las elecciones estatales extraordinarias de Morelos se realizaron el 28 de enero de 2001, en ellas se eligió al ayuntamiento de Ocuituco. La elección realizada en julio del año anterior fue anulada por el Tribunal Electoral del Poder Judicial de la Federación debido a que tanto el Partido Acción Nacional como el Partido de la Revolución Democrática presentaron irregularidades e impugnaciones contra el Partido Revolucionario Institucional.